# Fontenais
Fontenais ist eine politische Gemeinde im Distrikt Porrentruy des Kantons Jura in der Schweiz.

## Geographie

Historisches Luftbild, aufgenommen von Werner Friedli (12. September 1950)

Fontenais liegt auf 458 m ü. M., 1,5 km südlich des Bezirkshauptorts Porrentruy (Luftlinie). Das Dorf erstreckt sich in einem Seitental der Allaine am Nordfuss des Kettenjuras in der Ajoie.
Die Fläche des ehemals (vor der Fusion mit Bressaucourt) 10,5 km² grossen Gemeindegebiets umfasst die Talmulde von Fontenais, die im Norden von den Hügeln Le Banné (511 m ü. M.) und La Perche (526 m ü. M.) begrenzt ist. Zwischen diesen Hügeln befindet sich eine klusartige Engstelle, durch die das Fontenais-Tal zur Allaine entwässert wird. Nach Süden erstreckt sich das Gemeindegebiet bis auf den Jurakamm der Lomontkette mit dem Col de Montvoie und erreicht auf Les Chainions mit 909 m ü. M. den höchsten Punkt der Gemeinde. Der Nordhang dieser Kette ist dicht bewaldet und durch mehrere Erosionstäler untergliedert, die meisten weisen jedoch kein oberirdisches Fliessgewässer auf. Die Ostgrenze bildet das Trockental Combe de Secroux. Von der Gemeindefläche entfielen 1997 7 % auf Siedlungen, 44 % auf Wald und Gehölze und 49 % auf Landwirtschaft.
Zu Fontenais gehören die Orte Villars-sur-Fontenais, der 553 m ü. M. auf einem Geländevorsprung am Nordhang der Lomontkette liegt, Bressaucourt sowie mehrere Einzelhöfe. Nachbargemeinden von Fontenais sind Porrentruy, Cornol, Courgenay und Clos du Doubs im Kanton Jura sowie Montancy im angrenzenden Frankreich.

## Bevölkerung
| Bevölkerungsentwicklung | Bevölkerungsentwicklung |
| Jahr                    | Einwohner               |
| ----------------------- | ----------------------- |
| 1850                    | 680                     |
| 1900                    | 1248                    |
| 1910                    | 1148                    |
| 1930                    | 983                     |
| 1950                    | 1012                    |
| 1960                    | 991                     |
| 1970                    | 1024                    |
| 1980                    | 1093                    |
| 1990                    | 1125                    |
| 2000                    | 1249                    |

Mit 1647 Einwohnern (Stand 31. Dezember 2023) gehört Fontenais zu den grösseren Gemeinden des Kantons Jura. Von den Bewohnern sind 95,0 % französischsprachig, 2,8 % deutschsprachig und 1,0 % italienischsprachig (Stand 2000). Die Bevölkerungszahl von Fontenais verzeichnete in der zweiten Hälfte des 19. Jahrhunderts eine deutliche Zunahme. Nach einem Rückgang zu Beginn des 20. Jahrhunderts wird seit 1960 ein langsamer aber kontinuierlicher Bevölkerungsanstieg registriert.

## Wirtschaft
Fontenais war bis gegen Ende des 19. Jahrhunderts ein vorwiegend landwirtschaftlich geprägtes Dorf, danach gewann die Uhrenindustrie rasch an Bedeutung. In den letzten Jahrzehnten hat sich Fontenais zu einer Wohngemeinde gewandelt, deren Erwerbstätige vor allem in Porrentruy beschäftigt sind. Dank der fruchtbaren Böden der Umgebung hat die Landwirtschaft jedoch auch heute noch einen grossen Stellenwert.

## Verkehr
Die Gemeinde ist verkehrsmässig recht gut erschlossen. Sie liegt nahe bei Porrentruy und ist auch durch die Autobahn A16 gut zu erreichen, die sowohl an das schweizerische Nationalstrassennetz als auch an das französische Autobahnnetz angeschlossen ist. Eine Gemeindestrasse führt von Porrentruy via Fontenais über die Lomontkette nach Glère im französischen Doubstal. Fontenais, Villars-sur-Fontenais und Bressaucourt sind durch Postautokurse nach Porrentruy an den öffentlichen Verkehr angebunden.

## Geschichte
Seine erste Erwähnung findet Fontenais im Jahr 1148 als Fonteneis. Der vom spätlateinischen Wort fontana (Brunnen) abgeleitete Ortsname ist auf die Quelle im Dorf zurückzuführen. Fontenais teilte die wechselvolle Geschichte der Ajoie, die 1271 an das Fürstbistum Basel kam. Es unterstand vom 16. bis zum 18. Jahrhundert dem Meieramt Alle. Während des Dreissigjährigen Krieges wurde es von französischen und schwedischen Truppen besetzt. Von 1793 bis 1815 gehörte Fontenais zu Frankreich und war anfangs Teil des Département du Mont-Terrible, ab 1800 mit dem Département Haut-Rhin verbunden. Durch den Entscheid des Wiener Kongresses kam der Ort 1815 an den Kanton Bern und am 1. Januar 1979 an den neu gegründeten Kanton Jura.
Seit dem 1. Januar 2013 gehört auch die ehemalige Gemeinde Bressaucourt zu Fontenais.

## Sehenswürdigkeiten
Die Pfarrkirche Saint-Pierre-et-Paul wurde 1935 erbaut. Das Schloss, das 1740 im Rokokostil für den fürstbischöflichen Arzt Jean Faber errichtet wurde, besitzt zwei massive Türme mit Zwiebelhauben. Seit 1976 gehört der Bau der Gemeinde, welche darin die kommunale Verwaltung unterbrachte. Südwestlich von Fontenais steht die Kapelle Sainte-Croix, die aus dem Jahr 1445 stammt und lange Zeit eine wichtige Pilgerstätte war. 1704 wurde in Villars die erste Kapelle gebaut, der heutige Bau datiert auf das Jahr 1962. An der Strasse zum Col de Montvoie befindet sich ausserdem die Burgstelle Chételat, die gemäss Bodenfunden im 11. Jahrhundert bewohnt war.

## Persönlichkeiten
- Pierre Coullery (1819–1903), Mediziner und Politiker
- Joseph-Xavier Hornstein (1840–1905), römisch-katholischer Erzbischof von Bukarest
- Gérard Bregnard (1920–2003), Maler, Lithograf, Illustrator und Eisenplastiker
- Yannis Voisard (* 1998), Radrennfahrer

## Bilder

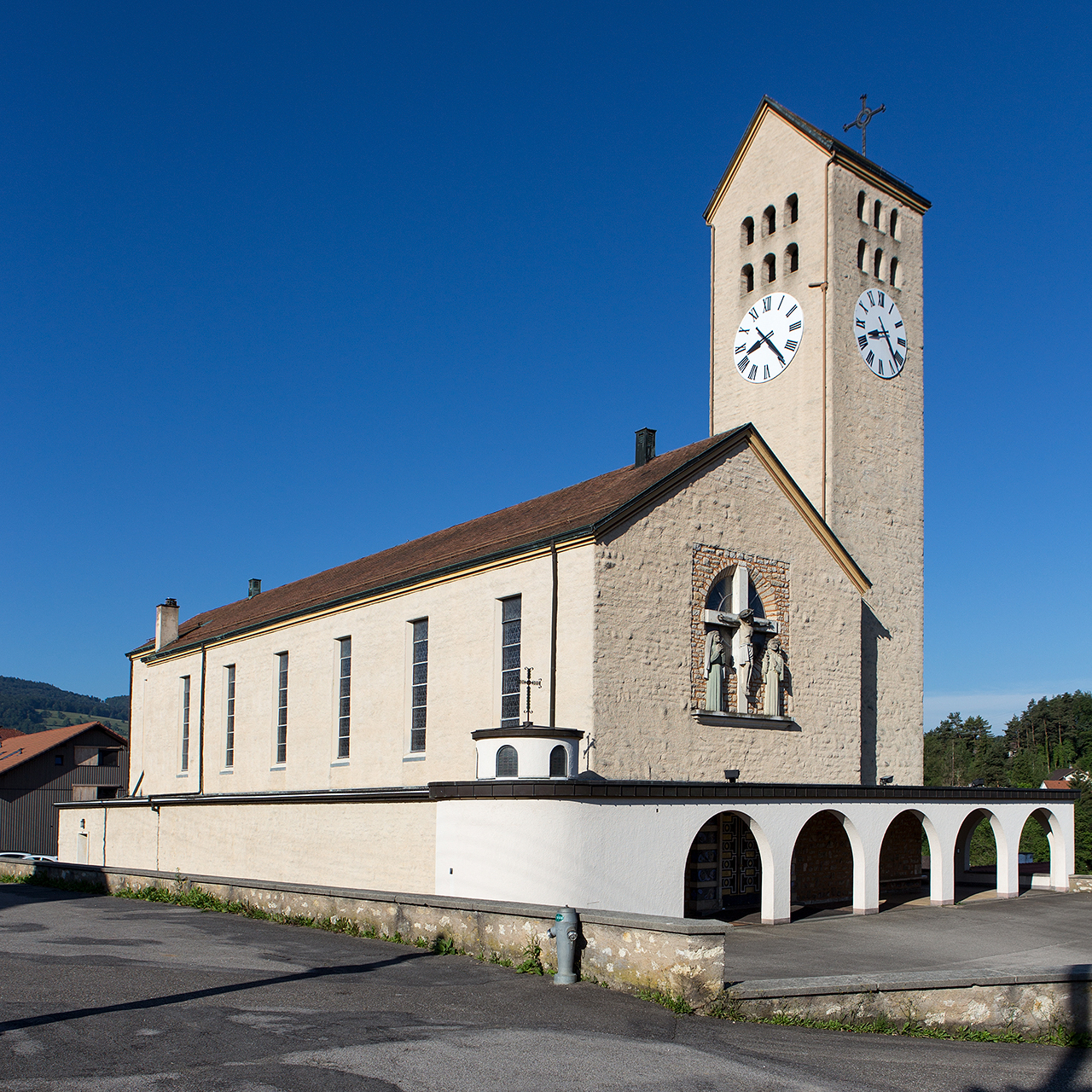
Kirche
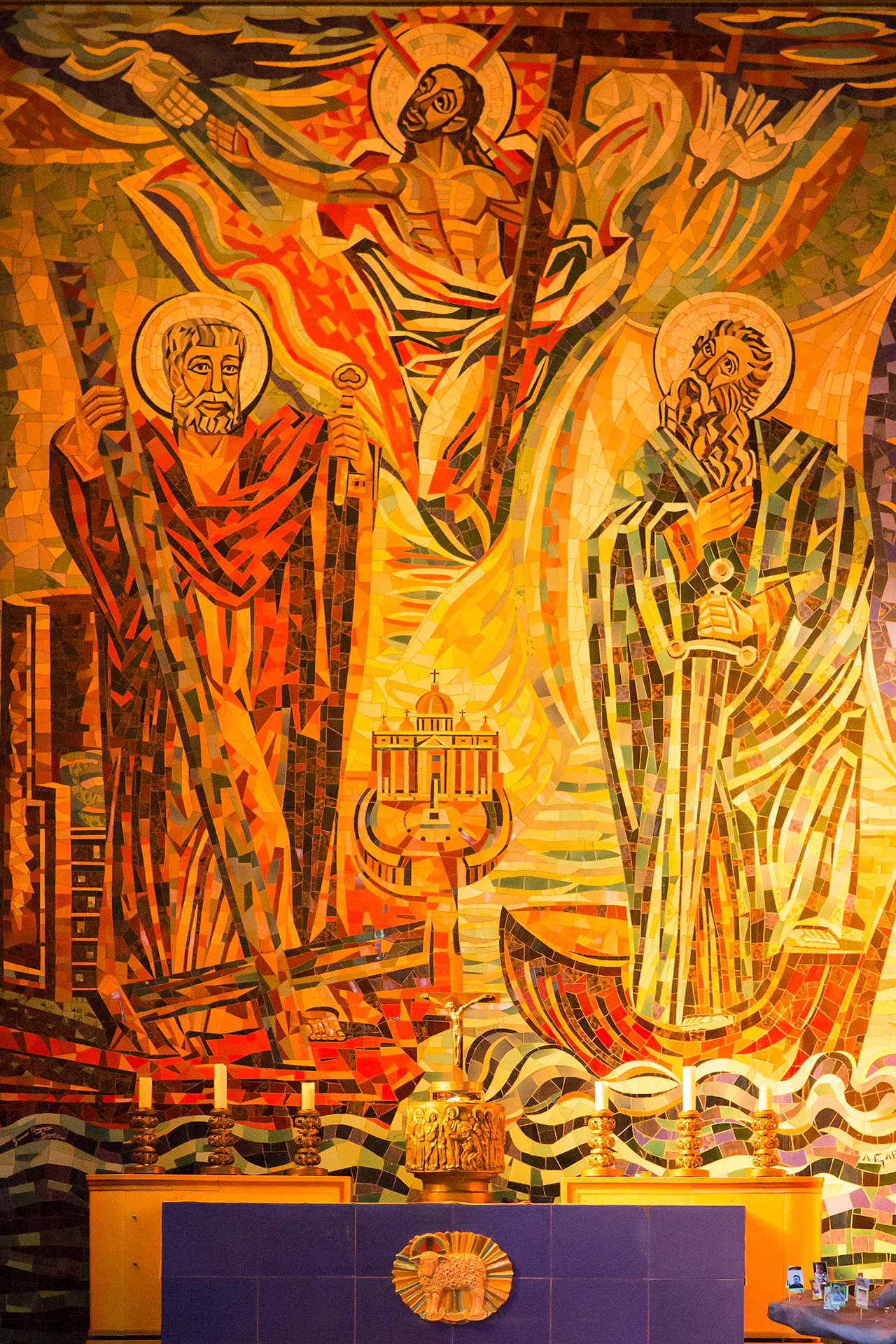
Wandmosaik im Chor der Kirche
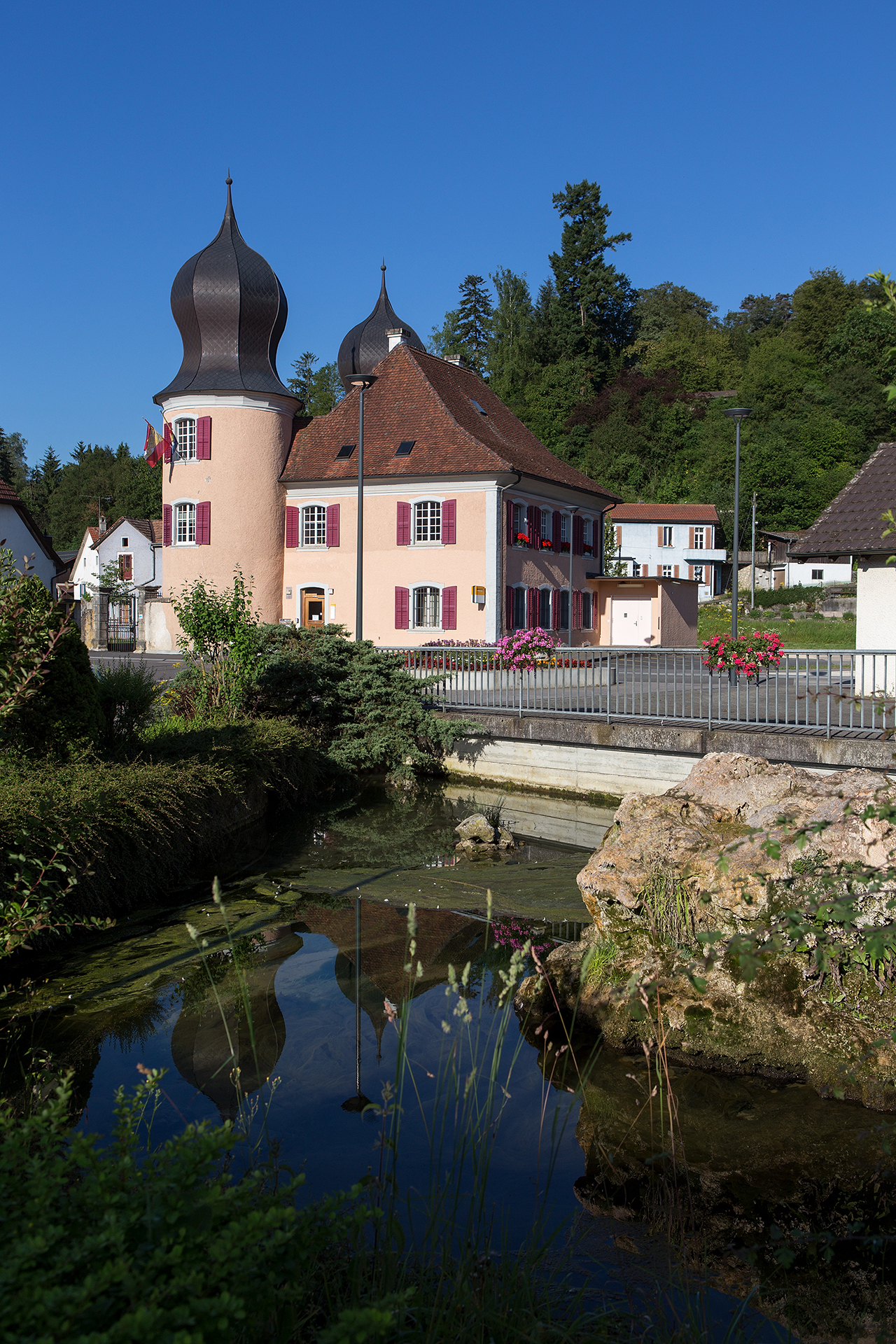
Brunnen und Schloss
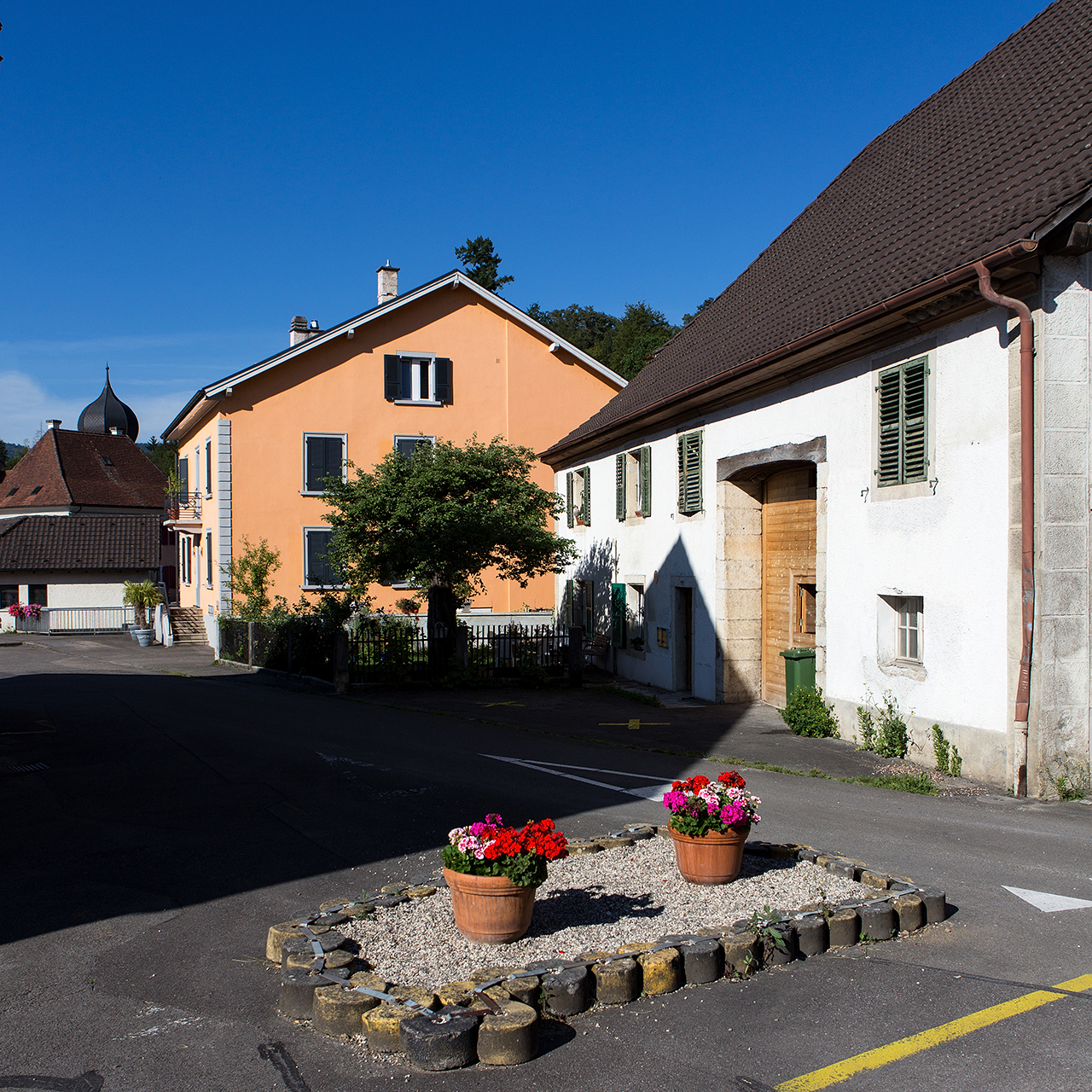
Place de la Fontaine